# William B. Rosson
William Bradford Rosson (Des Moines, 25 agosto 1918 – Salem, 12 dicembre 2004) è stato un generale statunitense.
Dopo aver partecipato con distinzione alla seconda guerra mondiale in Africa settentrionale, Sicilia, Italia e Europa occidentale, continuò dopo la vittoria una brillante carriera nell'Esercito degli Stati Uniti servendo nel comando NATO in Francia e poi durante la guerra d'Indocina.
Ritenuto un esperto del Sud-Est asiatico, nel 1965, all'inizio dell'impegno diretto americano nella guerra del Vietnam, entrò a far parte del MACV diretto dal generale William Westmoreland, di cui divenne per due anni il capo di stato maggiore, dimostrandosi ufficiale efficiente, disciplinato e austero. Nel 1967-1968 svolse incarichi operativi della massima importanza sul campo di battaglia al comando delle forze dell'esercito impegnate nel difficile settore centro-settentrionale del Vietnam del Sud. Dopo la sostituzione del generale Westmoreland con il generale Creighton Abrams, Rosson fu dal 1969 al 1970 il vice comandante in capo del MACV. Il generale terminò la sua carriera militare prima guidando le forze dell'esercito nel teatro del Pacifico e poi alla direzione, fino al ritiro nel 1975, del Comando Meridionale degli Stati Uniti, nella zona del canale di Panama.

## Biografia

### Inizi e seconda guerra mondiale
Originario dello stato dell'Iowa, William Bradford Rosson completò gl studi in scienza dell'amministrazione nella Università dell'Oregon, prima di entrare a far parte del Reserve Officers Training Corps (ROTC); il programma studiato dalle forze armate americane per la formazione accelerata di ufficiali inferiori della riserva idonei al servizio nell'esercito degli Stati Uniti che era in una fase di enorme crescita numerica e organizzativa in vista di una probabile partecipazione alla seconda guerra mondiale. Nel 1940 Rosson completò il corso del ROTC e divenne sottotenente della riserva.